# Foynes
Foynes (Faing en irlandais) est une ville du comté de Limerick en république d'Irlande. Elle se trouve sur la rive sud de l'estuaire du Shannon. 

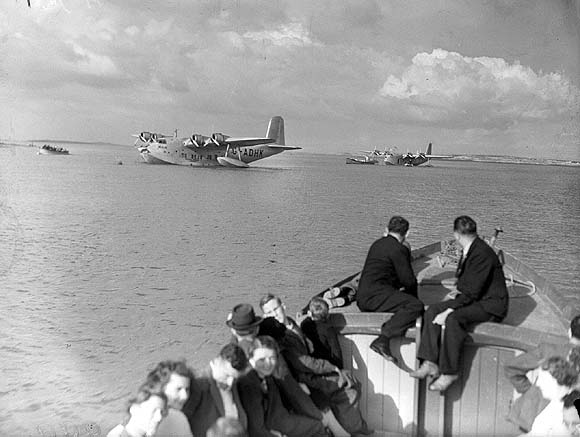
Hydravion à Foynes, fin des années 1930.

Sa localisation géographique, à l'extrême ouest de l'Irlande, et la présence du grande étendue d'eau relativement abritée a fait de Foynes un site de choix pour l'hydraviation. Au cours des années 1930, de grands hydravions à coque de ligne, comme les Short S.23 Empire, y faisaient escale pour sa ravitailler, avant de se lancer à la traverser de l'Atlantique Nord, souvent en direction de Botwood (Terre-Neuve), effectuant la traversée la plus courte possible de l'Océan. Après-guerre, les hydravions de ligne deviennent obsolète, avec le développement de grands avions basés à terre et la construction de nouveaux aéroports. L'Aéroport de Shannon accueille ses premiers long-courrier en 1945 et la base d'hydraviation est fermée en 1946, devenant un musée.